# Takayoshi (cratère)
Takayoshi est un cratère d'impact sur la planète Mercure, situé dans le quadrangle de Michelangelo (quadrangle H-12). Son diamètre est de 135,86 km,.
Le cratère fut ainsi nommé par l'Union astronomique internationale en 1979 en hommage au peintre japonais du XIIe siècle Fujiwara no Takayoshi,, auteur supposé des rouleaux illustrés du Dit du Genji.